# ジェイ・マーチャント
ジェイ・マーチャント（Jay Marchant, 1888年1月7日 - 1962年6月14日）は、アメリカ合衆国の映画監督、俳優である。本名ジェイ・カルヴィン・マーチャント（Jay Calvin Marchant ）。

## 人物・来歴
1888年（明治21年）1月7日、サウスダコタ州トリップ郡に生まれる。
ユニヴァーサル・フィルム・マニュファクチュアリング・カンパニー（現在のユニバーサル・ピクチャーズ）に入社、俳優として、1920年（大正9年）、エディ・ポーロ主演のシリアル・フィルム『サーカス王』、翌1921年（大正10年）に同じく『大魔王』に出演した後に映画監督に転向、エディ・ポーロがサイクロン・スミスを演じる短篇シリーズの監督を務める。続いてピート・モリソン主演の短篇を量産し、シリアル『幽霊の都』の監督を務めている。1925年（大正14年）いっぱいで監督業を廃業している。
1916年（大正5年）以来、日本市場に積極的にかかわっていたユニヴァーサルは、1926年（大正15年）9月、同地のスター俳優阪東妻三郎と組んで、製作会社阪妻・立花・ユニヴァーサル連合映画を日本に設立、カール・レムリが日本に送り込んだスタッフの1人として、ジェイ・マーチャントは撮影技師のアルフレッド・ゴズデンらとともに同年10月4日に日本に上陸している。翌1927年（昭和2年）2月4日に公開された同社製作、川浪良太監督の『笑殺』には、製作としてクレジットされている。同社は同年5月末には契約解除となり、マーチャントは帰国となった。
トーキーの時代となり、1930年（昭和5年）からは、各社で助監督を務めている。1933年（昭和8年）以降の記録はない。
1962年（昭和37年）6月14日、カリフォルニア州ロサンゼルス郡で死去した。満74歳没。

## フィルモグラフィ
特筆以外はすべて監督作である。

### 1920年代
- 『サーカス王』 King of the Circus : 監督J・P・マッゴワン、主演エディ・ポーロ、シリアル、1920年 - 出演
- 『大魔王』 Do or Die : 監督J・P・マッゴワン、主演エディ・ポーロ、シリアル、1921年 - 出演・役 Mendez

- The Battle Against Odds : 主演エディ・ポーロ、短篇、1921年 - 初監督作
- Square Deal Cyclone : 主演エディ・ポーロ、短篇、1921年
- The Heritage of Hate : 主演エディ・ポーロ、短篇、1921年
- A Ride for a Rancho : 主演エディ・ポーロ、短篇、1921年
- 『闘将ジャック』（別題『ユーコンの危難』） Perils of the Yukon : 共同監督J・P・マッゴワン / ペリー・N・ヴェクロフ、主演ウィリアム・デズモンド、1922年
- The Homeward Trail : 主演ピート・モリソン、短篇、1923年
- False Play : 主演ピート・モリソン、短篇、1923年
- The Strike of the Rattler : 主演ピート・モリソン、短篇、1923年
- Hard Luck Jack : 主演ピート・モリソン、短篇、1923年
- Gentlemen of the West : 主演ピート・モリソン、短篇、1923年
- Shootin' 'Em Up : 主演ピート・モリソン、短篇、1923年
- Twilight Trail : 主演ボブ・リーヴズ、短篇、1923年
- 『幽霊の都』 The Ghost City : 主演ピート・モリソン、シリアル、1923年
- Miscarried Plans : 主演ボブ・リーヴズ、短篇、1924年
- Hats Off : 主演ピート・モリソン、短篇、1924年
- 『大天地』 Days of '49 : 監督ジャック・ジャッカード、主演ネヴァ・ガーバー、シリアル、1924年 - 脚本
- 『鉄の人』 The Iron Man : 主演ルチアノ・アルベルティーニ、シリアル、1924年
- 『豪勇サムソン』[4] The Great Circus Mystery : 主演ジョー・ボノーモ、シリアル、1925年
- 『蒼空の猛者』 The Fighting Ranger : 主演ジャック・ドハティ、シリアル、1925年
- Speed Mad : 主演ウィリアム・フェアバンクス、1925年
- The Fighting Smile : 主演ビル・コディ、1925年
- The Great Sensation : 主演ウィリアム・フェアバンクス、1925年 - 最終監督作
- 『笑殺』 : 監督川浪良太、原作・脚本志波西果、主演金井謹之助、1927年 - 製作[5]
- 『笑ふ男』 The Man Who Laughs : 監督パウル・レニ、1928年 - 製作スタッフ

### 1930年代
- La voluntad del muerto : 監督エンリケ・トヴァール・アヴァロス / ジョージ・メルフォード、1930年 - 助監督
- 『魔人ドラキュラ』 Drácula : 監督ジョージ・メルフォード / エンリケ・トヴァール・アヴァロス（ノンクレジット）、1931年 - 助監督（ノンクレジット）
- A Woman of Experience : 監督ハリー・ジョー・ブラウン、主演ヘレン・トゥウェルヴトゥリーズ、1931年 - 助監督（ノンクレジット）
- 『米国撃滅艦隊』 Suicide Fleet : 監督アルバート・S・ロージェル、1931年 - 助監督（ノンクレジット）
- Night Court : 監督W・S・ヴァン・ダイク、1932年 - 助監督（ノンクレジット）
- That's My Boy : 監督ロイ・ウィリアム・ニール、1932年 - 助監督
- Secret of the Blue Room : 監督カート・ニューマン、1933年 - 助監督（ノンクレジット）

## 関連事項
- トリップ郡 (サウスダコタ州) （en:Tripp County, South Dakota）

## 註
1. 1 2 3 4 5 6 7 8 9 10  Jay Marchant, Internet Movie Database （英語）, 2010年7月22日閲覧。
2. 1 2  小松弘「モダニズムの成立-一九二七年における日本映画の状況-」『早稲田大学大学院文学研究科紀要. 第3分冊日本文学演劇映像美術史日本語日本文化』第50巻、早稲田大学大学院文学研究科、2004年、25-42頁、CRID 1050282677496040448、hdl:2065/8549、ISSN 1341-7533。
3. ↑  ジェイ・マーチャント、日本映画データベース、2010年7月22日閲覧。
4. ↑  豪勇サムソン、キネマ旬報映画データベース、2010年7月22日閲覧。
5. ↑  笑殺、日本映画データベース、2010年7月22日閲覧。